# Arkaden
För gallerian i Skellefteå, se Arkaden, Skellefteå.
Arkaden Galleria är en butiksgalleria i hörnet av Östra Hamngatan-Södra Hamngatan vid Brunnsparken inom vallgraven i centrala Göteborg.

## Historik

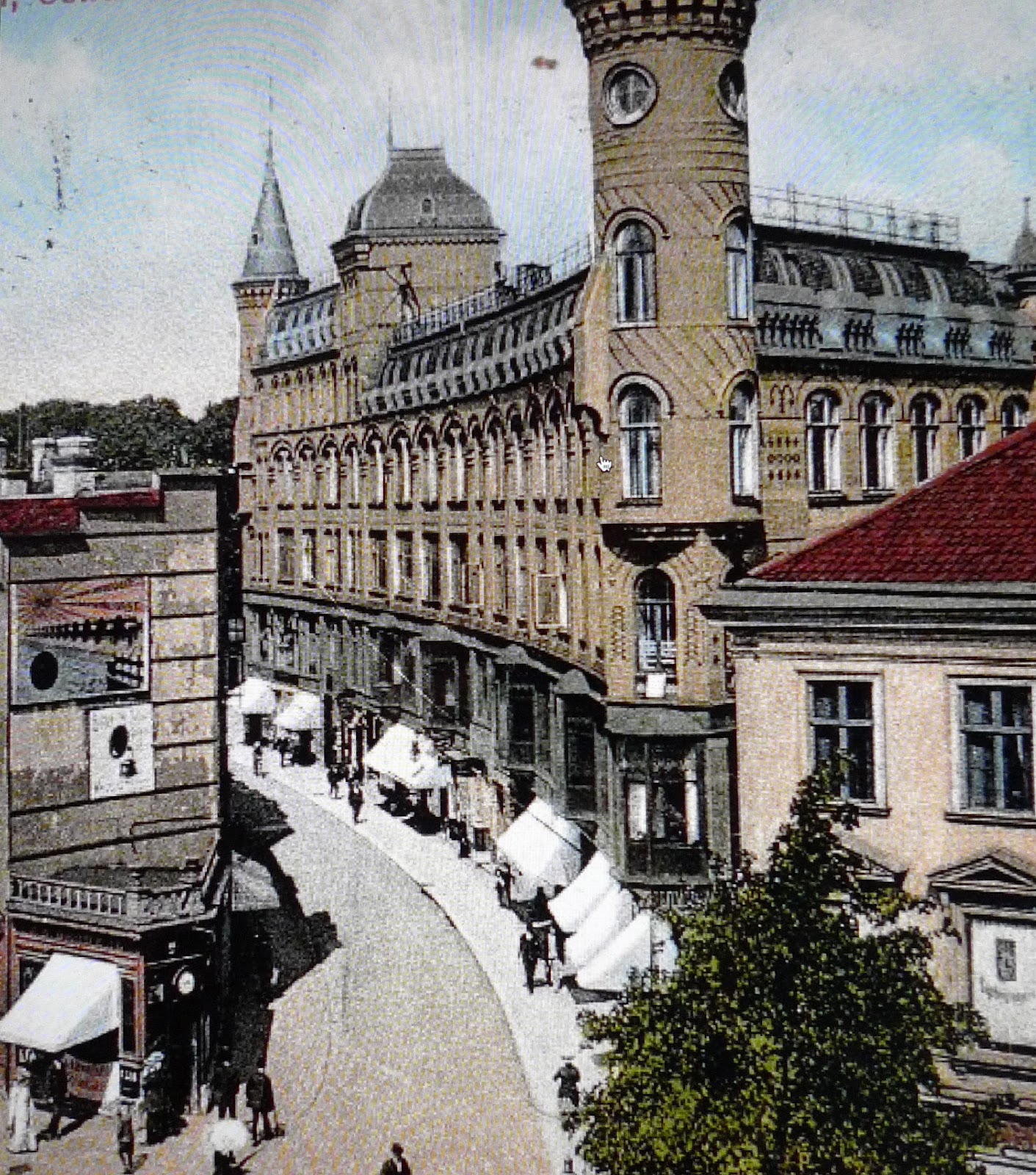
Den gamla Arkaden. Foto från omkring 1900.

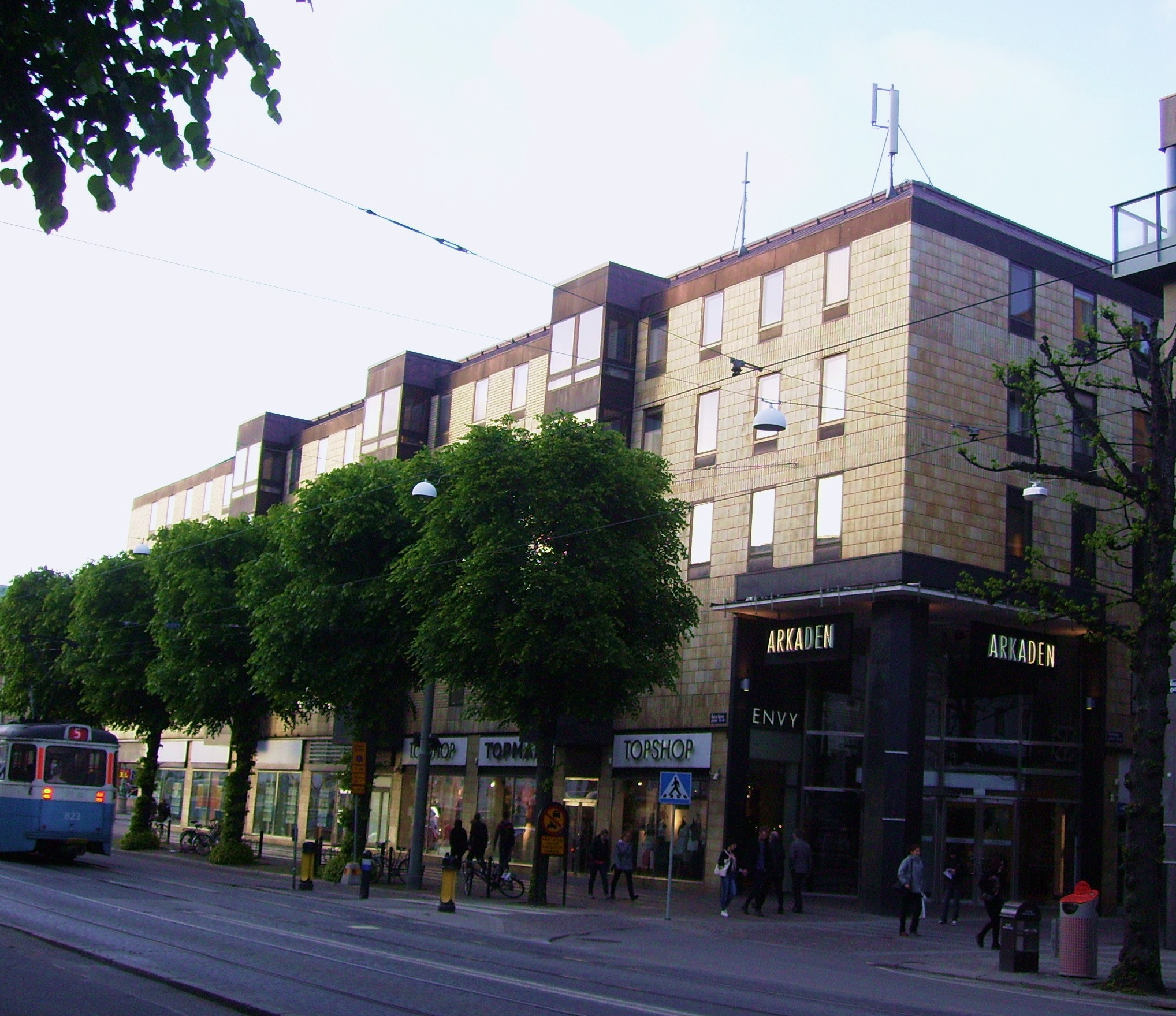
Arkaden från Östra Hamngatan

Den nuvarande Arkaden-byggnaden ritades av stockholmsarkitekten Anders Tengbom, och invigdes den 3 oktober. 1974. Det första Arkaden-huset, en säregen, brunröd tegelbyggnad med tinnar och torn, var första halvan av projektet "Göteborgs Arkader", och färdigställdes i oktober 1899. Byggnaden ritades av arkitekten Frans Louis Enders, och var tänkt att med valvbågar förbindas med en pendang på andra sidan den gata, "Arkaden" som drogs snett genom kvarteret. Någon egentlig arkad blev det därför aldrig, eftersom något valv som skapade en båggång inte byggdes. Däremot var det förberett för detta genom utskjutande klackar i de båda tornen på det sexvåningshus som uppfördes 1898-1899 på passagens östra sida.
Byggnaden låg mellan Södra Hamngatan och Drottninggatan, och komplexet var planerat att växa fram till Östra Hamngatan. Upphovsmän var konsul Gustaf Bolander, disponent George Douglas Kennedy samt grosshandlare Christian Röhss. För ändamålet hade de tre bildat Aktiebolaget Göteborgs arkader, den 14 december 1897. Ändamålet anges till: att förvärfva fastigheter i Göteborg samt genom uthyrning, försäljning eller på annat sätt göra bolagets egendom inkomstbringande. Fastigheterna på tomten 1:11 Arkaden förvärvades, och bland andra det relativt nybyggda "Denninghoffska huset" revs. Att rivningarna störde omgivningen, avslöjas bland annat i en insändare i Göteborgs Aftonblad den 29 augusti 1898. Signaturen "Daglig trafikant," skrev: Till den det vederbör göres härmed en höflig fråga: Huru länge skall Drottninggatan midtför Arkadernas nybyggnad sakna belysning? Så eländig som gatan är riskerar ju trafikanterna att bryta benen af sig. För öfrigt, hvilket präktigt tillhåll är inte denna del af gatan i mörkret för ligapojkar och med liktydiga individer.
I oktober 1899 var så den första byggetappen, den östra, "inre" delen av Arkadenpassagen klar med torn och allt. I samband med färdigställandet skrev GHT: Det är onekligen en ganska originell idé, som realiserats, när konsul Gustaf Bolander lyckats få till stånd ombyggnaden af hörnkvarteren vid Södra- och Östra Hamngatorna. Man häpnade i vår goda stad, när man erfor till hvilka summor husen här inköpts, och man nästan fasade inför ett sådant dåd, som att utan vidare rifva ned det vackra Denninghoffska huset endast för att gifva rum åt en gata. Ty Göteborgs Arkader utgöra byggnader å ömse sidor om en gata så bred som vår Kungsgata. Här föreligger ingen s.k. "passage," som finns i många stora städer och som äro mer eller mindre otrefliga genom brist på dager. Här hafva vi en ljus och bred gata, böjd i en kurva, en "ginväg" om man så vill ifrån Östra Hamngatan till hvissa partier af Södra Hamngatan. Det var tydligen intet lätt problem att lösa detta, att bruka alla gårdsutrymmen så att sammanlagda ytinnehållet af gårdarne placerades i en genomgångspassage. Det var något af ett sådant där "läggproblem". Vid en blick på planritningarna och efter närmare tagen kännedom om den praktiska tillämpningen, måste man erkänna att lösningen är "bra gjord".
År 1902 var bolagets aktiekapital 600 000 kronor. Byggmästare var Johan Joachim Dähn, och ritningarna gjordes av den berömde arkitekten Frans Louis Enders som fick uppdraget att rita två sexvåningsbyggnader med valvbågar emellan och två portaler med torn. Snett genom kvarteret skulle det dras fram en gata, eller "arkadpassage". Den första delen innehöll mest affärslokaler samt ett hotell med 50 rum, café och restaurant. Nordvästra sidan, den så kallade Trekanten, var endast ett provisorium. Här var det tänkt att det tornprydda huset få en pendangbyggnad med ståtlig fasad åt Östra Hamngatan. Denna byggnad skulle stå klar 1904, men kom aldrig till utförande. Pengarna räckte inte. Man hade förköpt sig i projektets inledning, och ekonomin hämtade sig aldrig. Däremot uppfördes ett hus efter dessa ritningar på Packhusplatsen, Hertziahuset.

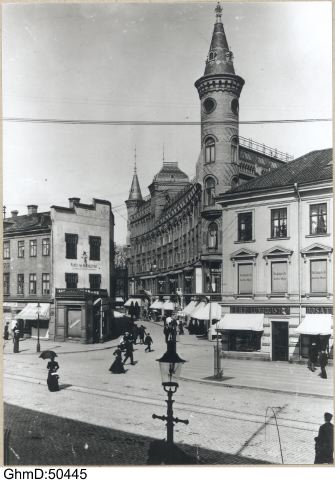
Den gamla Arkaden. Fotografi av Aron Jonason från Göteborgs stadsmuseum (1901).

Den första hyresgästen i Arkaden blev konfektionsfirman Henr. Ahlberg som öppnade butiken 10 juli 1899. Bohus Stickning lockade amerikanska turister på 1950-talet, mycket på grund av att Ingrid Bergman och andra världsstjärnor gjorde reklam för deras produkter i USA. Deras lager kunde tömmas på ett par dagar efter att Amerikabåtarna anlöpt hamnen.
Arkaden var från början Sveriges enda privatägda stadsgata som klöv ett tidigare rektangulärt kvarter diagonalt. Kvarteret köptes 1897 av AB Göteborgs Arkader för att rivas och sedan 1923 har det burit namnet "Kvarteret 11 Arkaden" (numera avgränsat av Södra Hamngatan 37-43, Fredsgatan 1-3, Drottninggatan 38-48 och Östra Hamngatan 36-40).
Arkaden blev efter hand ett genuint och omtyckt inslag i Göteborg, men i november 1967 köpte försäkringsbolaget Allmänna Brand byggnaden och den privatägda gatan. Den 3 juli 1972 påbörjades rivningen av byggnaden, och 1974 invigdes den nya Arkaden.
Lokalerna återinvigdes år 2002 efter en totalrenovering. De innehåller ca 25 butiker, kaféer och restauranger.

## Övrigt
- Två av Göteborgs tre första biografer låg i Arkaden. Den första, som för övrigt var Sveriges första fasta biograf, öppnades den 1 mars[9] 1902 av den danske filmpionjären och trolleriprofessorn Niels Jacobsen (han gick även under namnet Le Tort) i en liten källarlokal vid Södra Hamngatan och kallades Arkadens Kinematograf.[10] Den andra öppnades i januari 1904 av grosshandlaren Anders Skog med namnet Olympia. För att undvika förväxling bytte Arkadens Kinematograf namn till Alhambra.[11]
- Den pendang som skulle ligga i korsningen Östra och Södra Hamngatorna, och med vilken Arkaden var tänkt att fullbordas, uppfördes aldrig där utan på Packhusplatsen, då under namnet Hertzia ("Hertziahuset"). Det var Johan August Hertz som förvärvade aktierna i AB Göteborgs Arkader, vilka råkat i svår ekonomisk kris, där det redan projekterade arbetet på avslutningen av Arkaden ingick. Detta hus stod klart 1901 på Packhusplatsen.[12]